# とよおか作業所
とよおか作業所（とよおかさぎょうしょ）は兵庫県豊岡市にある社会福祉法人とよおか福祉会が運営する、知的障害者専門の授産施設、通所施設。

## 概要
1991年5月に事業を開始した、知的障害者通所授産施設である。同市若松町の「郷・とーぷ（定員30名）」と同市上陰の「愛・とーぷ（定員20名）」の施設を有する。2つ目の施設として愛・とーぷを開設した際に「とよおか作業所」に愛称を付け加えた。
各種製作、仕分け、回収、農園作業を行う作業部門と調理実習や各種クラブ活動を行う生活部門で構成されている。授産作業として郷・とーぷではたこ焼きを製造・販売しており、農園作業で栽培された野菜を使用している。
2010年2月27日に神戸市で開催された、お菓子の味やアイデアなどを競うコンテスト「スイーツ甲子園」において、郷・とーぷが出品した「コウノトリのコーちゃんミニカステラ　コウノトリみつけてきました」が、最高賞のグランプリを受賞した。
例年5月には「とよおか作業所まつり」を開催しており、各種バザーやイベントを実施している。

## 授産作業内容（作業部門）
- ごみ袋製袋作業
- ポリ容器仕分作業
- 廃品回収
- ウエス作業
- 和紙小物製作販売
- ポリ箱洗い
- たこ焼き販売
- 農園作業

## 所在地
- 郷・とーぷ - 兵庫県豊岡市若松町3番14号
- 愛・とーぷ - 兵庫県豊岡市上陰164番地

## 交通
- 郷・とーぷ - JR西日本 山陰本線 豊岡駅より北へ約400m、約徒歩6分
- 愛・とーぷ - JR西日本 山陰本線 豊岡駅より北へ約500m、約徒歩6分

## 周辺施設
- 但馬労働基準監督署
- アイティ（ショッピングセンター・さとう） - 大型複合商業施設
- JR西日本 山陰本線および京都丹後鉄道 豊岡駅